# علی یزدانی
علی یزدانی(زاده ۱۹۶۶) استاد فیزیک دانشگاه پرینستون می‌باشد. وی دانش‌آموخته رشته مکانیک کوانتوم از دانشگاه کالیفرنیا در برکلی است و سال ۱۹۹۵ دکترای خود را از دانشگاه استنفورد گرفت. وی تحقیقات پست دکترا را در مرکز تحقیقات آلمادن در شرکت IBM پی گرفت. یزدانی از سال ۱۹۹۷ تا ۲۰۰۵ در دانشگاه ایلینوی در رشته فیزیک تدریس کرد و از سال ۲۰۰۵ به عنوان استاد فیزیک در دانشگاه پرینستون فعالیت دارد.
علی یزدانی طراحی یک میکروسکوپ تونلی کوچک برای مطالعه روی ابررساناهای دما بالا، طراحی کرده‌است. این وسیله می‌تواند یک نمونه را تا دمای نزدیک صفر مطلق سرد کند. با این سیستم می‌توان به‌طور مداوم اتم‌های منفرد را در یک لحظه به مدت چندین ماه ردیابی کرد.
در سال ۲۰۱۴ نام وی در لیست ۱۰ استعداد برتر مجلهٔ پاپیولار ساینس قرار داشت.